# Шутихинский сельсовет
Шу́тинский сельсовет — муниципальное образование со статусом сельского поселения в составе Катайского района Курганской области России. 
Административный центр — село Шутихинское.

## История
В соответствии с Законом Курганской области от 6 июля 2004 года № 419 сельсовет наделён статусом сельского поселения.

## Население
| 1989 | 2002  | 2010 | 2012 | 2013 | 2014 | 2015 |
| ---- | ----- | ---- | ---- | ---- | ---- | ---- |
| 1237 | ↘1111 | ↘908 | ↘886 | ↘866 | ↘846 | ↘844 |
| 2016 | 2017  | 2018 | 2019 | 2020 |      |      |
| ↘827 | ↘824  | ↗833 | ↘824 | ↘806 |      |      |

## Состав сельского поселения
| № | Населённый пункт | Тип населённого пункта       | Население |
| - | ---------------- | ---------------------------- | --------- |
| 1 | Бисерова         | деревня                      | 155       |
| 2 | Бугаево          | деревня                      | ↘122      |
| 3 | Шутихинское      | село, административный центр | ↘631      |